# Kurchatovus tridentatus
Kurchatovus tridentatus is een lepelworm uit de familie Bonelliidae.
De wetenschappelijke naam van de soort werd in 1977 door Datta-Gupta gepubliceerd.